# 晉源押

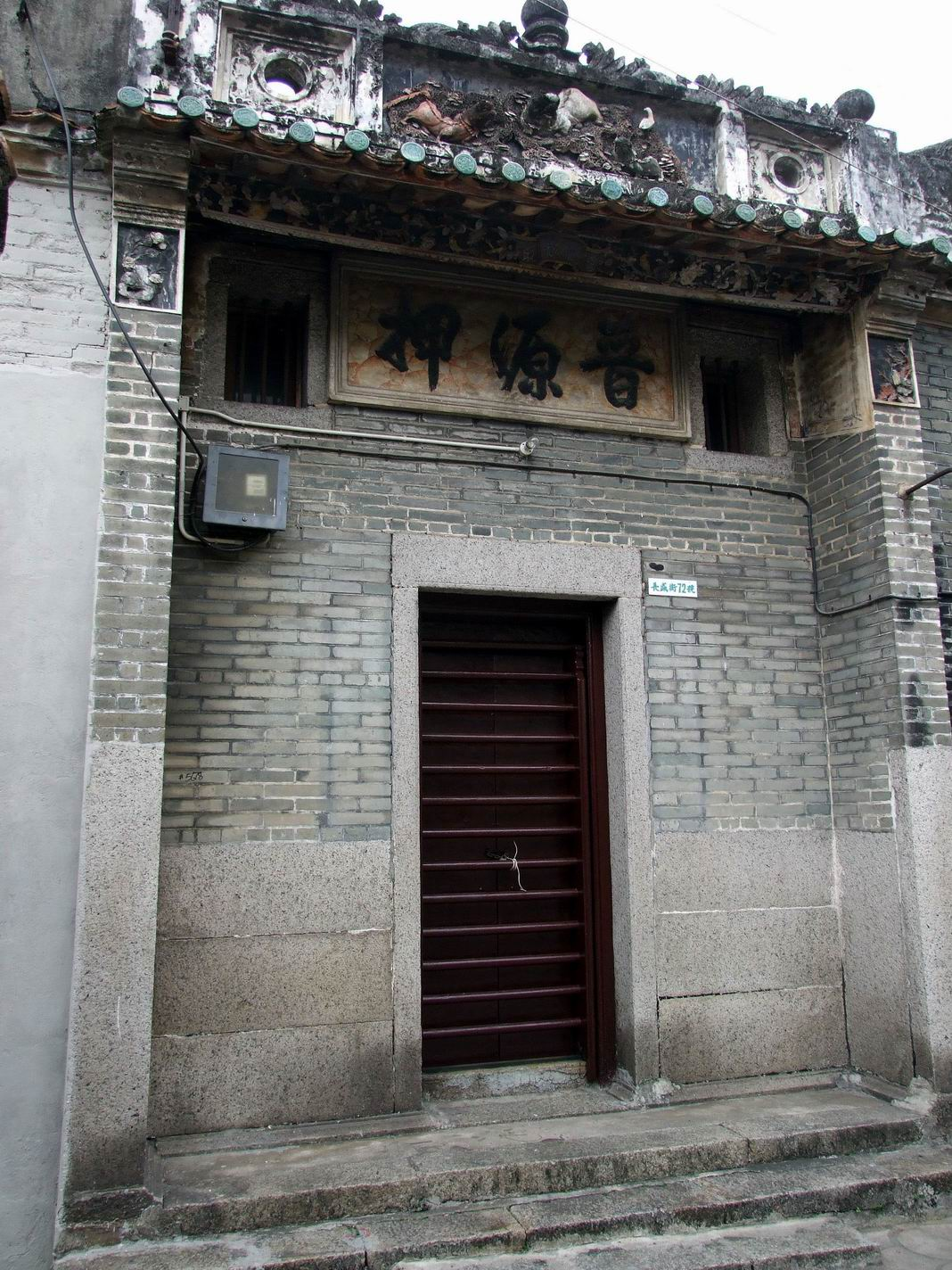
晉源押

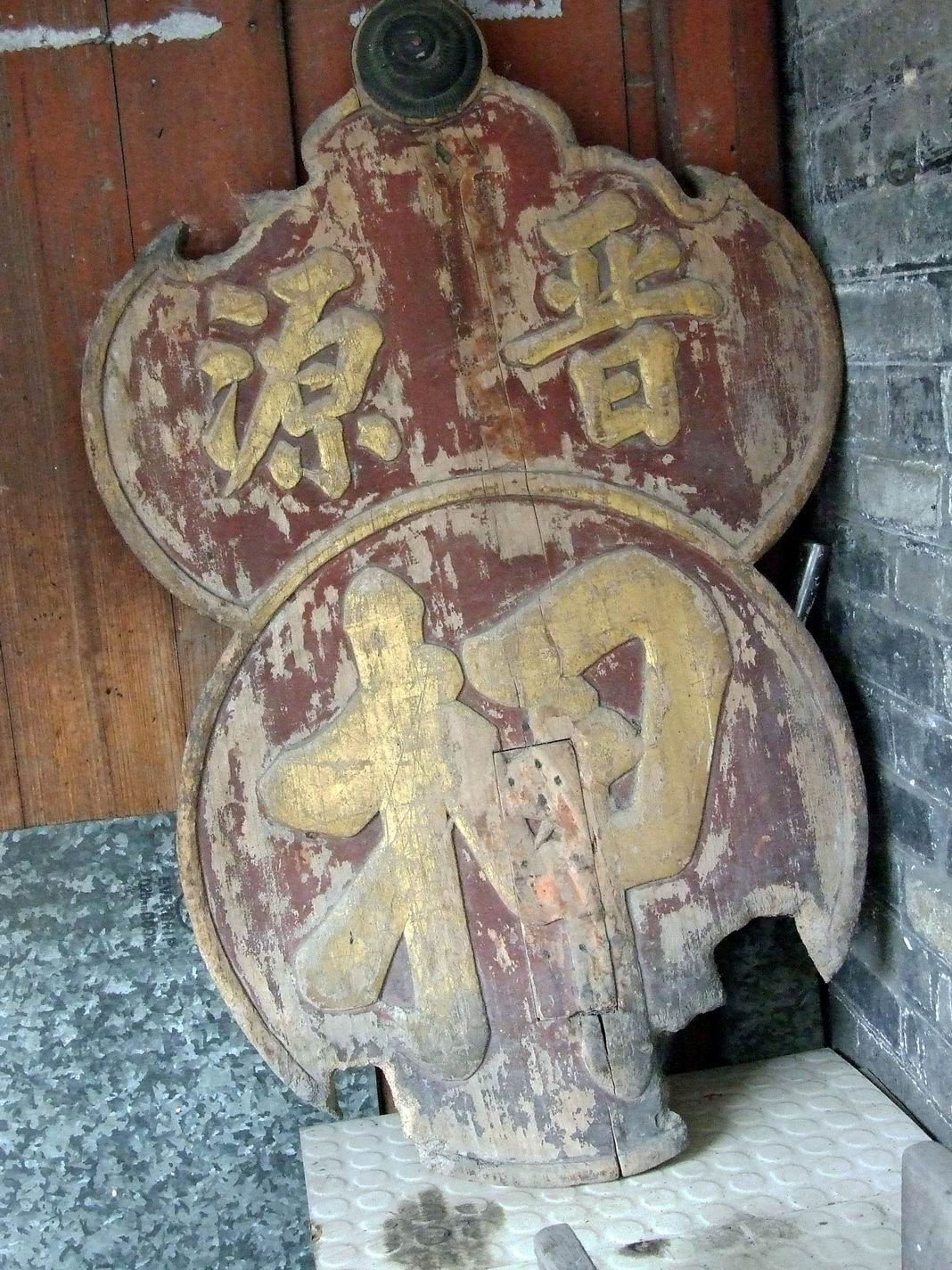
晉源押蝙蝠金錢葫蘆形招牌

晉源押位於香港新界元朗舊墟長盛街72號，由已故元朗鄉紳鄧佩瓊的先父鄧廉明創立，至今已有二百餘年歷史，現已被古物古蹟辦事處列為一級歷史建築。

## 历史
晉源押是香港現存最古老的當鋪，在香港開埠前已開業，二次大戰完結後結束營業，現時重門深鎖，原本在門前懸掛呈「蝙蝠在上，金錢在下」形狀，寓意「福在眼前」寫有「晋源押」的葫蘆形招牌已除下棄置地上。店舖以青磚建造，用麻石作基層，「熨攏」式大門，門額書有「晉源押」三字，但兩側書有「晉饒萬寶、源匯百川」的對聯則不知所終，屋簷鑲有雕花陶瓷，保留住古色古香的建築原貌。
香港歷史博物館的「香港故事」常設展有展區是仿照「晋源押」作陳設。